# Kiotina spatulata
Kiotina spatulata är en bäcksländeart som beskrevs av Wu, C.F. 1948. Kiotina spatulata ingår i släktet Kiotina och familjen jättebäcksländor. Inga underarter finns listade i Catalogue of Life.